# محمد الهنائی
محمد الهنائی (عربی: محمد مبارك سويد الهنائي؛ زادهٔ ۱۹ ژوئیهٔ ۱۹۸۴) بازیکن فوتبال اهل عمان بود.
از باشگاه‌هایی که در آن بازی کرده‌است می‌توان به باشگاه ورزشی القادسیه کویت، باشگاه فوتبال عمان، باشگاه ورزشی فنجاء، باشگاه ورزشی التضامن کویت، و باشگاه ورزشی النصر اشاره کرد.
وی همچنین در تیم ملی فوتبال عمان بازی کرده‌است.